# Edward Zalewski
Edward Zbigniew Zalewski (ur. 20 lutego 1957 we Wrocławiu) – polski prawnik, prokurator i urzędnik państwowy, w latach 2010–2015 przewodniczący Krajowej Rady Prokuratury.

## Życiorys
Ukończył studia prawnicze na Wydziale Prawa i Administracji Uniwersytetu Wrocławskiego. Odbył aplikację prokuratorską w Prokuraturze Rejonowej w Legnicy. Od 1983 pracował jako asesor, w 1984 został prokuratorem w tej jednostce. W drugiej połowie lat 80. należał do PZPR.
Od 1986 do 1999 był prokuratorem w Prokuraturze Okręgowej (do 1999 Prokuraturze Wojewódzkiej) w Legnicy. W 1990 został zastępcą prokuratora wojewódzkiego, a dwa lata później stanął na czele tej prokuratury. W 1999 mianowano go na prokuratora Prokuratury Apelacyjnej we Wrocławiu. W 2006 został odwołany ze stanowiska prokuratora okręgowego. Pracował w Wydziale Postępowania Sądowego wrocławskiej Prokuratury Apelacyjnej. W 2008 powierzono mu funkcję naczelnika wydziału ds. przestępczości zorganizowanej Prokuratury Krajowej we Wrocławiu. W 2009 uzyskał nominację na prokuratora Prokuratury Krajowej.
6 marca 2009 objął stanowisko prokuratora krajowego i zastępcy prokuratora generalnego w Ministerstwie Sprawiedliwości. W wyniku konkursu na urząd Prokuratora Generalnego Krajowa Rada Sądownictwa 7 stycznia 2010 wybrała go na jednego z dwóch kandydatów (obok Andrzeja Seremeta) do objęcia urzędu, nie uzyskał jednak nominacji prezydenta Lecha Kaczyńskiego. Prokuratorem krajowym był do czasu likwidacji tej jednostki 31 marca 2010.
We wrześniu 2010 prezydent Bronisław Komorowski powołał go w skład Krajowej Rady Prokuratury. Był przewodniczącym tego gremium. W 2015 został przez nowego prezydenta Andrzeja Dudę odwołany.
Odznaczony Krzyżem Kawalerskim Orderu Odrodzenia Polski (2015).